# Tour de France Soundtracks
Tour de France Soundtracks je album německé elektronické skupiny Kraftwerk.
Album bylo vydáno ke 100. výročí od prvního světoznámého cyklistického závodu Tour de France a setkalo se s bouřlivými ohlasy veřejnosti, neboť se jednalo o první nový materiál skupiny Kraftwerk od roku 1986, kdy vydali své poslední studiové album Electric Cafe (pomineme-li remixové album The Mix a singl Expo 2000).
Tour de France Soundtracks v podstatě navazuje na dvacet let starou myšlenku frontmana kapely a vášnivého cyklisty Ralfa Hüttera vydat celé album na téma cyklistiky. Skupina připravovala již na počátku 80. let album Techno Pop, které však díky mnoha okolnostem nikdy nevyšlo (resp. bylo zcela přepracováno a vydáno v roce 1986 pod názvem Electric Cafe) a světlo světa spatřil pouze jediný singl z tohoto alba, rovněž nazvaný Tour de France (1983).
Stěžejním tématem alba je sport, respektive cyklistika a vše s ní spojené – výživa, technika a regenerace.
Tour de France Soundtracks není na rozdíl od dřívějších alb vydáno v anglické a německé verzi, ale pouze ve verzi jediné, přičemž většina skladeb je vzhledem k tématu zpívána francouzsky (pouze Vitamin obsahuje německé a Elektro Kardiogramm anglické vokály). Na albu spolupracovali Ralf Hütter, Florian Schneider, Fritz Hilpert a Henning Schmitz spolu s Maximem Schmidtem, bývalým manažerem labelu Capitol, který vydával alba Kraftwerk ve Francii.
V remasterované řadě studiových alb Kraftwerk, vydaných roku 2009 pod názvem The Catalogue (Der Katalog), bylo album Tour de France Soundtracks přejmenováno na Tour de France.

## Singly
K tomuto albu vyšly celkem čtyři singly, z nichž jeden jako promo singl a jeden jako singl s remixy:
1. Tour de France 2003 – červenec 2003
2. Elektro Kardiogramm – říjen 2003 (jen promo verze)
3. Aerodynamik – květen 2004
4. Aerodynamik / La Forme (Remix) – září 2007

## Seznam skladeb
1. (00:31) Prologue
2. (04:27) Tour de France Étape 1
3. (06:41) Tour de France Étape 2
4. (03:56) Tour de France Étape 3
5. (03:19) Chrono
6. (08:09) Vitamin
7. (05:04) Aéro Dynamik
8. (03:21) Titanium
9. (05:16) Elektro Kardiogramm
10. (08:41) La Forme
11. (01:16) Régéneration
12. (05:12) Tour de France (původně singl z roku 1983)